# Ed Wynne

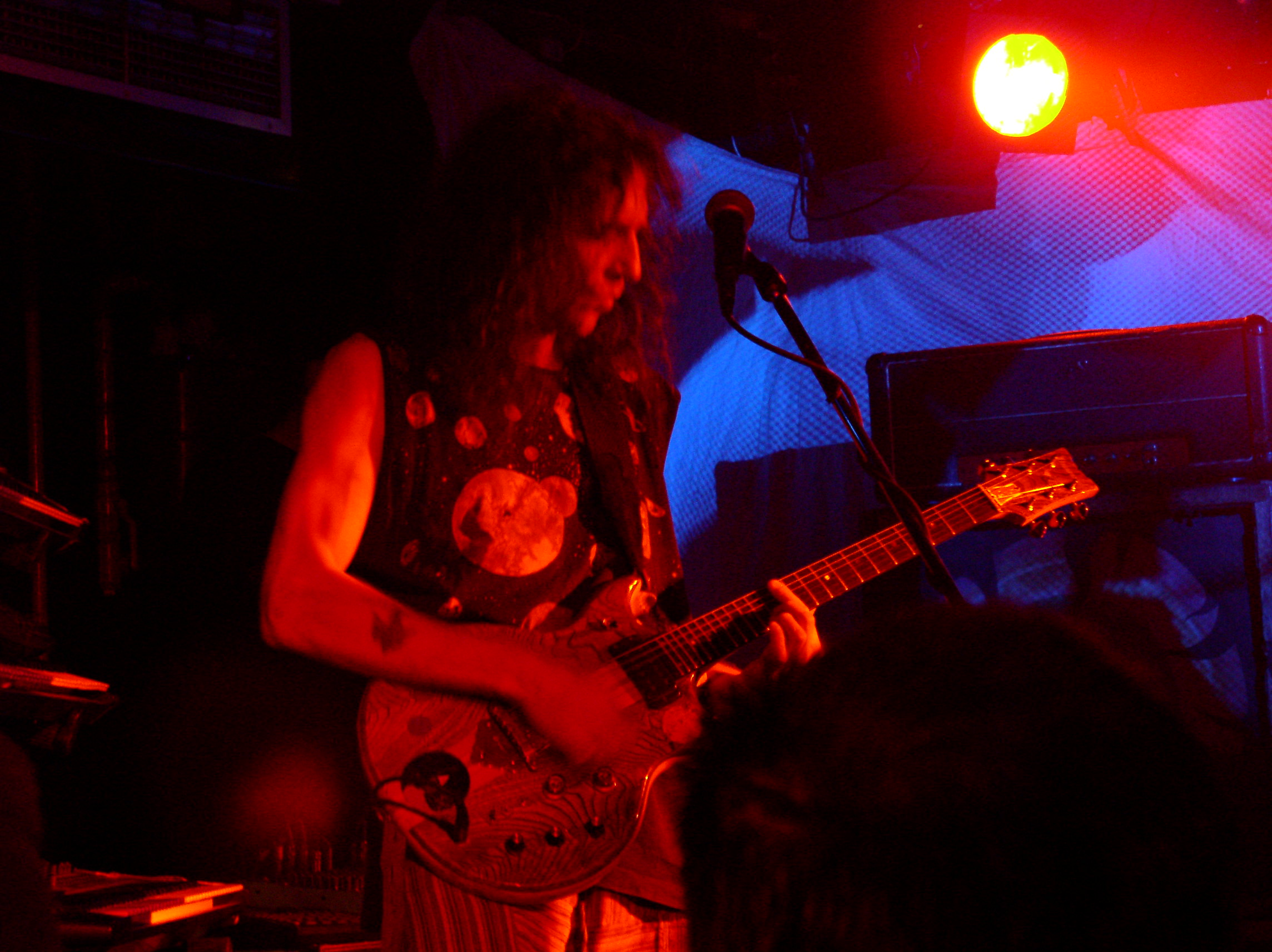
Ed Wynne in 2004

Edward "Ed" Wynne (3 juni 1961) is een Brits gitarist en toetsenist.
Ed werd geboren in een gezin met artistieke voorouders. Zijn vader David Wynne is beeldhouwer, zijn oma van moeders kant is schrijfster Joan Grant. Drie jaar na Ed kwam broer Roland David Amadlus (Roly) Wynne op de wereld, later bassist.
De Wynnes groeiden op in Deptford aan de zuidkant van Londen in een eenvoudige woning. Vader David trok in de jaren 60 allerlei (toen) alternatievelingen aan. Zo woonde ze in hetzelfde pand als Donovan die af en toe kwam buurten en de Wynnes naar school bracht. Ook The Beatles deden het pand wel aan. In 1983 stichtten Ed en Roly de muziekgroep Ozric Tentacles, waarbij in de loop van de jaren Ed een steeds grotere invloed kreeg. Rondom de gebroeders kwam een aantal musici op gang die later ook bekendheid kregen. Joie Hinton, Merv Pepler en Nick van Gelder werden bekend in het alternatieve circuit.
De band, kortweg The Ozrics genoemd, kende wel stabiele samenstellingen gedurende de jaren, maar toch bleef Ed als enig oorspronkelijk lid over toen Roly de band in 1993 verliet. Vooral in de begintijd was het sappelen. De muzikale invloeden van Ed waren Steve Hillage van Gong en gitaarhelden als Frank Zappa, Tod Rundgren en Steve Vai. De richting van Ozrics muziek is spacerock uit de straat van Gong vermengd met de hardrockvariant Hawkwind en Oosterse en Mediterrane muziek. Die muziek was in de jaren 80 niet populair. De band moest beginnen met het spelen op allerlei festivals en de eerste albums verschenen alleen op muziekcassette. In 1999 ontnam Roly zichzelf van het leven; hij werd wel vereeuwigd door het beeld Boy with a dolphin van zijn vader.
De Ozrics gingen echter door met het opnemen van muziekalbum en Ed schakelde daarbij ook vrouw Brandi en zoon Silas Wynne in. In 2019 bracht Wynne zijn debuut soloalbum uit, Shimmer into Nature. In 2022 bracht hij zijn tweede soloalbum uit, Tumbling Through the Floativerse, in samenwerking met Gre Vanderloo van Gracerooms.